# Pisione paucisetosa
Pisione paucisetosa är en ringmaskart som beskrevs av Yamanishi 1998. Pisione paucisetosa ingår i släktet Pisione och familjen Pisionidae. Inga underarter finns listade i Catalogue of Life.